# قرار مجلس الأمن التابع للأمم المتحدة رقم 1736
قرار مجلس الأمن التابع للأمم المتحدة رقم 1736، المتخذ بالإجماع في 22 ديسمبر / كانون الأول 2006، بعد التذكير بجميع القرارات السابقة المتعلقة بالوضع في جمهورية الكونغو الديمقراطية، وبوروندي ومنطقة البحيرات الكبرى بأفريقيا، قام المجلس بزيادة القوة العسكرية لبعثة الأمم المتحدة في جمهورية الكونغو الديمقراطية من 1 يناير 2007 إلى 15 فبراير 2007.

## القرار

### أعمال
باستخدام سلطات الفصل السابع، أجاز مجلس الأمن زيادة مؤقتة قدرها 916 فردًا عسكريًا في بعثة الأمم المتحدة في جمهورية الكونغو الديمقراطية من 1 يناير 2007 إلى 15 فبراير 2007. وفي الوقت نفسه، تم أيضا تمديد النشر المؤقت لكتيبة مشاة واحدة ومستشفى عسكري من عملية الأمم المتحدة في بوروندي. وأكد من جديد عزمه على استعراض هذه المسألة في انتظار تقرير من الأمين العام.

## روابط خارجية
- نص القرار في undocs.org